# Försäljning av guld över Internet
Försäljning av guld över Internet, även kallat Internetguld, innebär försäljning av guld mellan privatpersoner och ett specialiserat företag över Internet och är en del av andrahandsmarknaden.

## Historia
Konceptet "cash4gold" föddes i USA där Florida-baserade Cash4Gold är en av de största aktörerna på marknaden. År 2008 lanserades SMS Guld som det första företaget i Sverige inom denna bransch.

## Priser
Marknadspriset för guld baseras på vikt, karathalt och det aktuella guldpriset på råvarubörser som till exempel London Metal Exchange och New York Futures Exchange. Internetguldbolagen tar en avgift som är oftast inräknad i deras priser som de har på hemsidan. Det flesta bolag har mellan 10-20 % avgift från guldets aktuella marknadspris men många guldhandlare tar ut en extra avgifter som man inte ser. Ett bra sätt att ta reda på hur mycket man kan få är att använda en guldräknare som vissa guldköpare har på sina hemsidor. Där kan man välja olika karat och se det ungefärliga priset man kan få.

## Internetguld i Sverige
I Sverige finns fler än 20 företag[när?] som verkar inom branschen och räknat på de tio största internetguldföretagen omsatte branschen över 300 miljoner 2010.

### Lagen (1999:271) om handel med begagnade varor
Internetguldföretagen är skyldiga enligt lagen (1999:271) om handel med begagnade varor att hålla på guldet i 30 dagar. Guldet måste även rapporteras till de 21 olika polisdistrikten.

### Hård konkurrens
Det råder hård konkurrens inom branschen. 2011 stämde företagen SMS Guld AB och Guldbrev varandra för användning av missledande begrepp som "vi betalar bäst för ditt guld", "marknadens bästa priser" och "marknadens bästa guldpriser" i sin marknadsföring. Marknadsdomstolen dömde båda företagen och förbjöd vidare användning av dylika begrepp.